# N95マスク

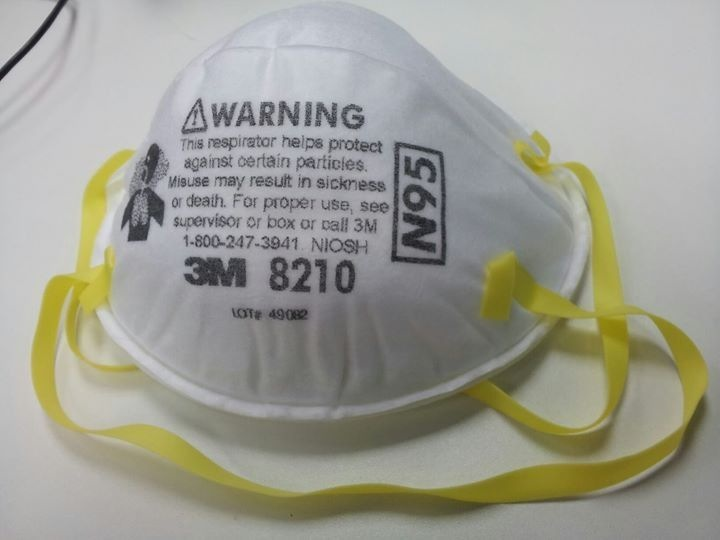
3M製のN95マスク

N95マスク（Particulate Respirator Type N95）とは、アメリカ合衆国労働安全衛生研究所（NIOSH）のN95規格をクリアし、認可された微粒子用マスクのこと。

## 歴史
N95マスクにはいくつかの前身がある。ひとつには、「満州ペスト（1910-1911）」中に伍連徳が使用したマスクがあった。また別の例にガスマスクがある。
1970年代に、米国鉱山局とNIOSHが使い捨て呼吸具の規格を開発した。最初の使い捨てN95呼吸具（粉塵用）が3Mによって開発され、1972年に承認された。
1992年、台湾系アメリカ人である材料科学者の蔡秉燚と彼のチームは、N95マスクのフィルタを発明した 。新しい材料は、コロナ静電帯電方式（the corona electrostatic charging method; 新型コロナのコロナではない）を採用している。粒子（ほこり、バクテリア、ウイルスなど）を引き付ける。フィルタは、粒子がマスクを通過してしまう前に、分極によって粒子を捕集（trap）する。少なくとも95パーセントを捕集できる 。この技術は1995年に米国特許を受け、すぐにN95マスクの製造に使用された 。
これに前後して米国ではN95マスクを結核等の呼吸器感染症の職業感染予防に導入するようになり、その後日本でも、結核感染対策にN95マスクが導入され今日に至っている。

## N95規格
N95 規格は、NIOSHが定めた9種類（後述）の基準の中で最も低いもので、「N」は耐油性が無いことを表し（Not resistant to oil）、「95」は試験粒子を 95% 以上捕集できることを表している。
NIOSH規格で用いる試験粒子は、フィルターで最も捕集しづらい、つまりフィルターを通過しやすいサイズの粒子状物質で、空力学的質量径でおおよそ0.3µmの粒子であり、この粒子径で95%以上捕集できなければならない。なお、N規格の試験粒子は、塩化ナトリウム（NaCl）、および液体粒子であるフタル酸ジオクチル（DOP）が用いられる。試験粒子は、ろ材のタイプにより選択される。
日本の厚生労働省国家検定規格では、DS2区分マスクがN95マスクに相当する能力を持つ。
N95とはフィルター自体の性能を示すもので、装着後のマスクと顔との密着性は保証していない。市販されているN95マスクの多くは密着性を高めるためカップ型となっており、ズレにくくするため2本のゴム紐で固定するタイプもある。ただし使用にあたっては、正しい装着を実施する必要があり、サイズの確認のため、最低年1回のフィットテストが必要で、息の漏れが無いかを確認するシールチェックは、マスク着用の度に行う。

## 再使用方法の問題と対策
2020年の新型コロナ大流行時に、日本でN95マスクが不足した。このとき、余儀なく1枚を複数回再使用させられた医療従事者は多い。しかし実験で、ウイルス通過率が新品では1%であったところアルコール消毒後は35%も通過するほど劣化したという。新品のサージカルマスクは4%しか通過しないという同じ実験の値と比べると驚くほどの劣化であった。アルコール消毒は、アルコール分または水分が繊維が帯びた電気を失わせてしまうと考えられるので、N95マスクに対しては禁忌とすべきである。
上記発明者の蔡秉燚は2020年の米国で同じ問題に取り組んで試行錯誤の結果、7枚のN95マスクを入手して毎日交換して順繰りに再使用する方法なら、ウイルスは一週間以内に不活化しているので良いだろう、ということを見出した。

## 用途

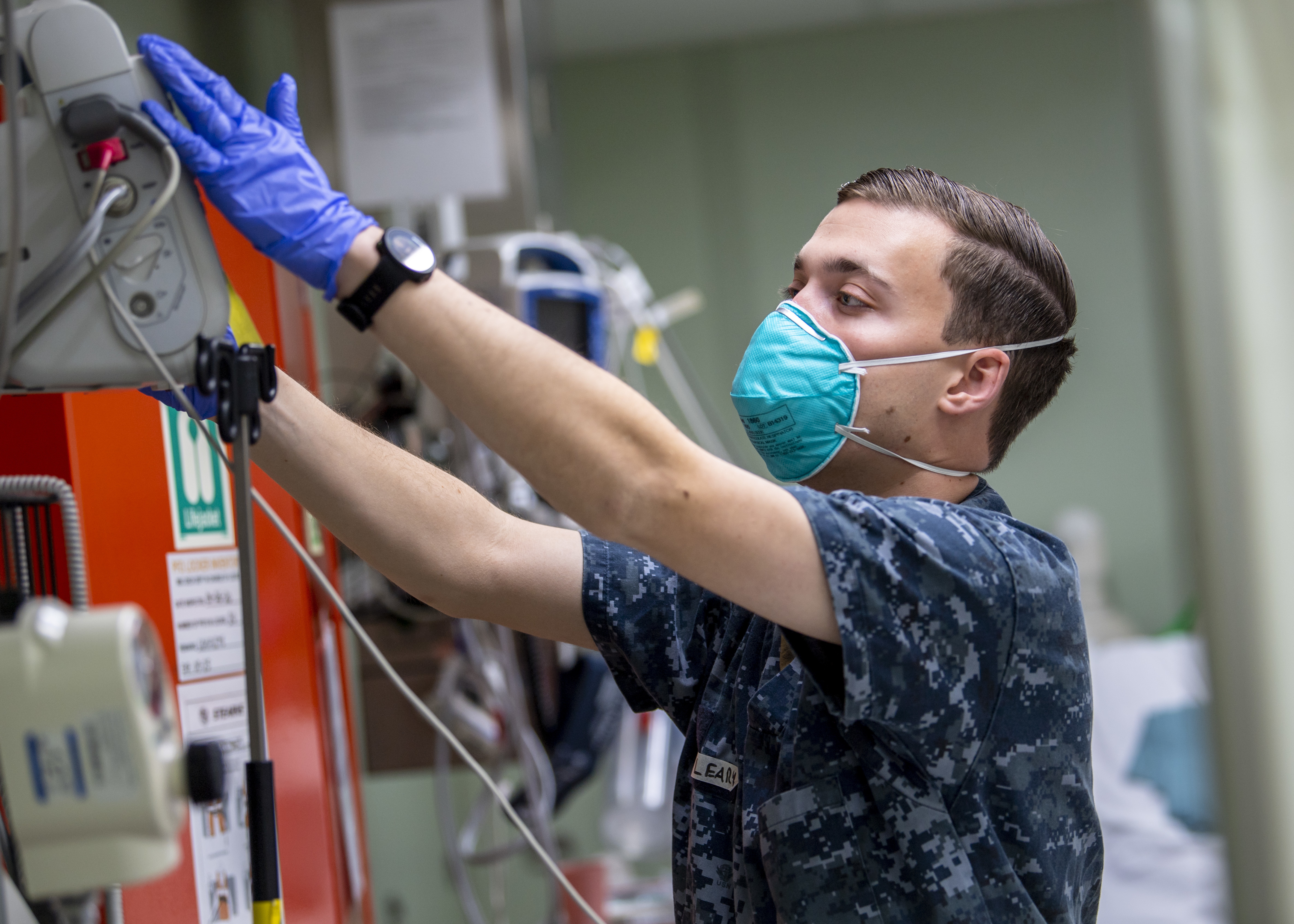
装着した状態

粒子状物質の吸入防止に用いる。元々は製造・建設現場など粉塵の多い場所で使用するマスクとしてであるが、結核・SARSなどの感染症防止に効果を上げたことから、医療業界でも利用されるようになった。またPM2.5やそれら有害物質を含むヘイズにも有効である。
手術用のサージカルマスクなどとは区別し、レスピレータ（respirator）、呼吸用保護具、防じんマスク、などとも呼ばれる。

## NIOSHによる規格区分
米国労働安全衛生研究所（NIOSH）による規格には、以下の計9種がある。3種の耐油性イニシャルと、3種の性能数字とを組み合わせる。
|   | 95  | 99  | 100  |
| - | --- | --- | ---- |
| N | N95 | N99 | N100 |
| R | R95 | R99 | R100 |
| P | P95 | P99 | P100 |

- N：Not resistant to oil（耐油性なし）
- R：Resistant to oil（耐油性あり）
- P：Oil Proof（防油性あり）
- N95/R95/P95：0.1～0.3µmの微粒子を95%以上除去できる性能
- N99/R99/P99：0.1～0.3µmの微粒子を99%以上除去できる性能
- N100/R100/P100：0.1～0.3µmの微粒子を99.97%以上除去できる性能